# 英雄本色 (遊戲)
《马克思·佩恩》是一個第三人稱射擊的電腦遊戲，有著同名的主角。由芬蘭的公司Remedy Entertainment所開發，由3D Realms所製作並且由Gathering of Developers公司於2001年7月所發行。在之後被平行移植到Xbox以及PlayStation 2上，由Rockstar Games所發行。蘋果麥金塔移植版則於2002年由MacSoft發行。至於原本有和PC同步發行計劃的世嘉Dreamcast移植版本則被取消了。2012年春季，Rockstar将其移植至了安卓和IOS平台上。
在當紅的Max Payne發行後，遊戲商又隨即製作續集，於2003年發行，名為《江湖本色2：墮落的麥斯潘恩》。
遊戲也被改編成英文同名電影《魔間煞星》。

## 概論
《马克思·佩恩》遊戲系列的風格有一大部分被電影所影響，也就是香港風格的動作片，尤其被吳宇森所導演的電影所影響——他的電影會有一些顯著的特點，包括以慢動作呈現的、如芭蕾舞般嫚妙的動作鏡頭。另外大眾一般認為Max Payne大量的採取了電影駭客任務的點子，不過實際上這是將事實的前後順序給搞混了的說法。雖然遊戲是在該片的兩年之後才發行，不過這是個巧合，因為Max Payne早在駭客任務一片變得家喻戶曉之前就已經在進行開發，同樣的該遊戲也早於目前一些遊戲以慢動作呈現遊戲進行的主要元素。然而，即使公眾對該電影的印象在很大程度上對此遊戲的名聲產生了影響力，實際上對此遊戲的影響並不大——不過遊戲中的子彈時間（Bullet Time）一詞的靈感也許的確來自駭客任務。不過，在《马克思·佩恩》裡有一個關卡名為Nothing to lose則是明顯向該片致敬的場景，遊戲中的佈置與駭客任務一片中，那著名展開大戰的大廳並無二致（連金屬探測器也有）。
此遊戲另類的藝術與動作設計風格大量的混合了黑色电影與低俗小說（pulp fiction）風格，影響了人物以及遊戲中對話的設計。因此，《马克思·佩恩》總是充斥著在藝術上加以調和，而常常優雅得不可思議的槍戰。遊戲中充滿了現實的黑暗與noir風格，跟隨著Max Payne，我們看到一個小人物、一個小警察陷入困境，面對重重的衝突，以及陰沉而無情的紐約。
在遊戲進行中，也會有一些迷你的電視節目讓玩家可以觀看。其中有數個是改編自現實的節目。

## 遊戲進行
這系列遊戲主要的重點就是射擊的要素。整個遊戲的過程都要靠妥善的利用玩家的子彈時間能力，來獵取一個接著一個的壞蛋們的性命——雖然遊戲中從未主要的提到，不過這個它帶有強烈的道德色彩。關卡幾乎是直線的而沒有分歧，不過幾乎沒有傳統上這類遊戲會有的元素：如尋找鑰匙、解謎等等。同樣的彈藥幾乎不致匱乏，因為隨著玩家殺死一個敵人，就可以撿取他們掉落的彈藥。
原始設定下的《马克思·佩恩》有時是個十分困難的遊戲。即使是在最簡單的難度下，主角Max也顯得十分脆弱，只能承受敵人5發的手槍、3發的步槍或是1發近身而致命的霰彈槍。和其他第一人稱射擊遊戲相反，大多數的敵人比主角要來得強壯，在後來的遊戲中敵人能承受兩倍到三倍Max所能承受的傷害。而生存的要點只有一個，那就是妥善利用你手中僅有的止痛藥（pain killer，對比主角的名字，是相當諷刺的暗喻）以及子彈時間，兩者都會隨著使用而減少，而你只能靠著遊戲中的佈置來獲取止痛藥，並且藉由殺死壞蛋來增加子彈時間。在後來的關卡中，一般的玩者常常需要不斷的使用快速存檔功能來確保關卡的進行。
操控遊戲中人物的人工智慧相當依賴預先寫好的指令（pre-script commands）。大多數非主角的人物，他們顯得有智慧的行為，例如槍戰時躲在掩蔽物後面、撤退或是丟手榴彈，都是百分之百預先寫好的動作。因此當重玩此遊戲時，人物的動作會與之前是一模一樣的。

### 子彈時間
《马克思·佩恩》的遊戲進行重度的依賴子彈時間。當它啟動時，會使時間的流逝變慢到能看見子彈飛過身邊的程度——也就是一定程度上的慢動作。在這個優勢下，玩家仍然可以按照平常的方法瞄準並發射（但發射的程序仍然變慢，例如冲锋枪的射速或霰彈槍重裝子彈的時間），以此玩家便可以超人、奇蹟般的方法扳倒所有壞蛋。另外子彈時間也可以和Max獨特的閃避動作作搭配，向前後左右四種方向躍出並且持續武器的射擊。不過這個動作耍帥的成分多於實用的成分，因為跌落地上後爬起來的硬直時間相當長，這段時間內如果仍然有高威脅的敵人，恐怕玩家得使用上一次的存檔。
二代的子彈時間除了維持慢動作外，隨著Max殺死敵人，計量表的顏色會從白色慢慢轉變為黃色，Max在子彈時間中的動作也隨之變快，直到能在子彈時間裡維持正常移動速度為止。這項改變讓二代的戰鬥難度比一代大幅降低，只要Max能持續在子彈時間中殺死敵人，除了可以補充子彈時間的量外，還可以讓自己動作變快，更容易撂倒其他敵人。另外，本作在子彈時間內的裝彈動作有了變化，其表現方式通常為主角原地旋轉并在瞬間裝滿目前持有武器的彈藥；而且相比前作跌落地上后有相當長的時間，二代可以在跌落地上時繼續向一定的方向連續射擊，以彌補硬直時容易遭受的傷害。
遊戲中，當畫面上最後一個已知，並具有敵意的人物在使用子彈時間之下被殺死後，玩家的觀點會切換到環繞該人物的身旁觀看該人物倒下的動作。事實上這是續集的賣點之一——所謂的物理引擎，能夠即時運算一個真實情形物品落下的動作，包括從楼梯上摔下的屍體。

### GBA版本
GBA版本是由Mobius Entertainment Ltd公司所開發，現在改名為Rockstar Leeds公司。因為該平台的效能遠遠不及PC，GBA版本提供了一個相當不同的畫面風格：遊戲從第三人稱射擊改變為鳥瞰視角，畫面亦從3D變更為模擬3D的2D圖像。不過除了這兩點以外，遊戲進行的方式大致相同；故事也維持一樣，不過有些關卡被刪除了。它甚至保留了原本遊戲中大量的漫畫以及其配音。

## 角色
Max Payne在遊戲中的角色形象是依照它的劇本作者山姆·萊克而作。常有人依此開玩笑說Max的表情常常像是患有便秘似的；這個玩笑也被拿來形容它遊戲的續集。不過在第二集中，山姆並非Max的樣板，這逼迫Remedy（遊戲的製作公司）使用Timothy Gibbs當作設計Max形象的模特兒。而Max的配音由演員James McCaffrey擔綱，他最著名的角色是美國電視影集中Viper（1994-1996）的主角。

## 故事
“一個臥底警探因為被陷害犯下謀殺而逃亡，同時被代表正義的警察與邪惡的黑幫所追殺。Max無路可退，他陷身一場沒有希望會贏的戰爭。……”
故事開展於三年前。Max在經過一天疲累的工作後回到家中，但並沒有人擁上門來歡迎他——他的妻子。就在上樓後，他聽見嬰兒的哭聲以及妻子瘋狂求饒的聲音，他的家被一群毒癮者佔領了。Max拿出他的手槍解決了他們，最後看到的是妻子滿身是血的躺在床上，鮮血沾濕了床巾…。然後他知道，那是新研發出來的毒品，名叫Valkyr。他發誓要復仇，逮光那些製造毒品的人渣。他加入緝毒署當個臥底，滲透了紐約的黑幫和地下組織。在一次行動中，他被陷害殺死了他的搭檔Alex。Max被警察通緝，沒有其他選擇，他在紐約展開了一場血戰，從黑幫的小卒開始，他以死亡作為籌碼，一步一步走向一個更大的陰謀，然而沒有人能阻擋他，他背負著必須被完成的命運。

## 北歐神話的命名學
遊戲裡的大多數人物與要素（除了Max）都以北歐神話中的典故來取名。雖然這遊戲有著北歐血緣，將其視為原因其實是一種誤解。芬蘭雖然也被視為北歐國家之一，但芬蘭神話事實上與真正的北歐神話有著差距。把這些主題式的命名視為一種諷刺而有意義的使用方式較為妥當。
- 被刺殺的緝毒署探員Alex Balder，也是Max的搭檔。在北歐神話中，Balder（或寫作Baldur）所影射的巴尔德尔是奥丁的另一个儿子，引起善良而受到众神和人民的爱戴。某日他在梦中预感到自己将被恶人杀死，于是奥丁下令严禁任何生物伤害巴尔德尔——唯独忘记了脆弱的槲寄生。但后来他被一個槲寄生作成的箭或小樹枝擊中胸部而死。而背叛Alex Balder的人B. B. Hansley，可以類比為欺騙Balder而使其死亡的神Loki。

- 毒品Valkyr，源自Valkyrie，意指北歐的女武神。她們的神力能使英靈迅速復傷，不覺疲累，剛好就是這種藥劑原本想達到的效果。研發這種藥劑的計劃就叫Valhalla，萬神殿，英靈們的居所。Valhalla總部中的電腦網路Yggdrasil，就是鼎鼎大名的世界樹，連結北歐神話中的九個世界，以及現在，過去，未來三個時間。

- Aesir集團，這個字指的是奧丁一族的Aesir神族—天空之神，他們集團的標語也正是：“離天空更近一點”。

- 舞廳Ragna Rock，影射Ragnarok，世界的終局、諸神的黃昏。

- Ragna Rock的主人Jack Lupino的名字和行為和有其相像之處。Lupino（由lupin衍生而來，即wolf狼之意）是個崇拜撒但和世界毀滅的狂熱者。Fenris Wolf也和Ragnarok的傳說有關，在該傳說中，他反對邪惡一邊的諸神而戰鬥。[1]

- Alfred Woden影射的就是奥丁，確切證據在他的姓“Woden”，Odin的古代英／德文名字就叫“Woden”。此外Alfred Woden現身的那一章章名叫做：“In the Land of the Blind”。這是英文一句俗諺的上半段，全句是：“In the Land of the Blind, One-Eyed is King”（在盲目之人的國度裡，一隻眼睛的人就是國王）。影射身為眾神之王，及只有一隻眼睛的奧丁。

## 改編電影
二十世紀福斯在2008年推出以《英雄本色》改編而成的電影《魔間煞星》，由麥克·華堡飾演Max，而米娜·古妮絲飾演Mona。